# Idiarthron
Idiarthron is een geslacht van rechtvleugeligen uit de familie sabelsprinkhanen (Tettigoniidae). De wetenschappelijke naam van dit geslacht is voor het eerst geldig gepubliceerd in 1895 door Brunner von Wattenwyl.

## Soorten
Het geslacht Idiarthron omvat de volgende soorten:
- Idiarthron atrispinum Stål, 1874
- Idiarthron carinatum Beier, 1960
- Idiarthron cerosum Bowen-Jones, 2000
- Idiarthron dentatum Beier, 1962
- Idiarthron furcatum Saussure & Pictet, 1898
- Idiarthron hamuliferum Beier, 1960
- Idiarthron incurvum Stål, 1875
- Idiarthron major Hebard, 1927
- Idiarthron subnotatum Brunner von Wattenwyl, 1895
- Idiarthron subquadratum Saussure & Pictet, 1898